# (9975) Takimotokoso
(9975) Takimotokoso es un asteroide perteneciente al cinturón de asteroides, descubierto el 12 de septiembre de 1993 por Kin Endate y el también astrónomo Kazuro Watanabe desde el Observatorio de Kitami, Hokkaidō, Japón.

## Designación y nombre
Designado provisionalmente como 1993 RZ1. Fue nombrado  por Koso Takimoto (nacido en 1965) es un astrónomo aficionado japonés que ha sido presidente asociado de la Sociedad Astronómica de Hiroshima desde 1996. Participa activamente en la difusión de las actividades astronómicas entre los ciudadanos de Hiroshima.

## Características orbitales
Takimotokoso está situado a una distancia media del Sol de 2,463 ua, pudiendo alejarse hasta 2,812 ua y acercarse hasta 2,114 ua. Su excentricidad es 0,142 y la inclinación orbital 1,045 grados. Emplea 1411,91 días en completar una órbita alrededor del Sol.

## Características físicas
La magnitud absoluta de Takimotokoso es 14,55. Tiene 5,760 km de diámetro y su albedo se estima en 0,084.